# ATP Finals 2019
ATP Finals 2019 (còn được gọi là 2019 Nitto ATP Finals theo tên nhà tài trợ) là một giải quần vợt nam được tổ chức tại Nhà thi đấu O2 ở London, Vương quốc Anh từ ngày 10 tháng 11 đến ngày 17 tháng 11 năm 2019. Đây là giải đấu cuối năm dành cho 8 tay vợt đơn và 8 đội đôi xuất sắc nhất theo BXH ATP Race to London 2019. Ngoài ra, đây là lần thứ 50 (ở nội dung đơn) và 45 (ở nội dung đôi) giải đấu được tổ chức.
Tay vợt Stefanos Tsitsipas đã giành chức vô địch sau khi đánh bại tay vợt Dominic Thiem sau 3 set. Ở nội dung đôi, Pierre-Hugues Herbert/Nicolas Mahut đã đánh bại Raven Klaasen/Michael Venus sau 2 set.

## Thể thức
Vòng bảng giải đấu diễn ra theo thể thức vòng tròn tính điểm với 8 tay vợt/đội được chia vào hai bảng (mỗi bảng 4 tay vợt/đội), mỗi tay vợt/đội chơi ít nhất 3 trận gặp 3 tay vợt/đội còn lại trong bảng. 8 tay vợt/đội hạt giống dựa trên BXH ATP vào thứ ngày thứ 2 của giải ATP Tour cuối cùng trong năm 2019. Tất cả các trận đấu đơn, bao gồm cả trận chung kết, đều diễn ra trong tối đa 3 set (thắng 2 set là thắng trận đấu); nếu set thứ ba hòa 6–6 thì sẽ phân định thắng thua bằng loạt tie-break. Tất cả các trận đấu đôi là 2 set chính (không có lợi giao) và một set phụ.
Xem thêm cách tính điểm trong tennis Lưu trữ ngày 1 tháng 11 năm 2022 tại Wayback Machine.
Khi xếp hạng trong một bảng, các tiêu chí sau sẽ được sử dụng theo thứ tự ưu tiên:
1. Số trận thắng (nhiều hơn thì xếp trên)
2. Số set giành chiến thắng (một trận thắng 2–0 sẽ xếp trên trận thắng 2–1)
3. Đối đầu giữa các tay vợt/đội bằng điểm
4. Tỷ lệ số set đã thắng
5. Tỷ lệ số game đã thắng
6. Dựa trên BXH ATP sau sự kiện ATP Tour cuối cùng của năm.

Tiêu chí 4–6 chỉ được sử dụng trong trường hợp hòa 3 bên; nếu một trong những tiêu chí này quyết định người thắng hay người thua trong số ba người, hai người còn lại sẽ được xếp hạng theo kết quả đối đầu.
Hai tay vợt/đội đứng đầu của mỗi bảng tiến vào bán kết. Tay vợt/đội xếp nhất bảng này gặp tay vợt/đội xếp nhì bảng bên kia và ngược lại.
Hai tay vợt/đội chiến thắng ở bán kết gặp nhau ở trận chung kết để tranh chức vô địch; không có trận tranh giải ba.

## Điểm và tiền thưởng
| Vòng                     | Đơn              | Đôi1             | Điểm     |
| Vòng                     | Đơn vị tính: USD | Đơn vị tính: USD |          |
| ------------------------ | ---------------- | ---------------- | -------- |
| Vô địch                  | 1.354.000        | 204.000          | RR + 900 |
| Á quân                   | 657.000          | 106.000          | RR + 400 |
| Mỗi trận thắng vòng bảng | 215.000          | 40.000           | 200      |
| Tham dự                  | 215.000          | 103.000          | –        |
| Thay thế                 | 116.000          | 40.000           | –        |

- RR là số điểm hoặc số tiền thưởng giành được ở vòng bảng.
- 1 Tiền thưởng cho nội dung đôi được tính cho mỗi đội.
- Một nhà vô địch bất bại (toàn thắng) sẽ giành được 1.500 điểm tối đa và 2.114.000 USD (đơn) hoặc 354.500 USD (đôi) tiền thưởng.

## Điều kiện tham dự

### Đơn
8 tay vợt tham dự giải đấu, với 2 tay vợt thay thế. Các tay vợt có suất tham dự theo thứ tự ưu tiên sau:
1. 7 tay vợt hàng đầu trong BXH ATP Race to London được cập nhật vào thứ 2 sau giải đấu cuối cùng của ATP Tour 2020 (đó là Paris Masters 2019);
2. Hai nhà vô địch Grand Slam (gồm 4 giải đấu) năm 2019 xếp hạng từ 8–20, theo thứ tự xếp hạng;
3. Tay vợt xếp thứ 8 trên bảng xếp hạng ATP.

Trong trường hợp có tổng số hơn 8 tay vợt, tay vợt thấp hơn trong thứ tự lựa chọn là tay vợt thay thế. Nếu cần thay thế thêm, các tay vợt sẽ được lựa chọn bởi ATP.
Bảng xếp hạng tạm thời được công bố hàng tuần với tên ATP Race to London, chỉ tính các giải đấu diễn ra trong năm 2020. Điểm từ các giải Grand Slam, ATP Tour, ATP Cup, ATP Challenger Tour và ITF Tour từ 52 tuần trước ngày lựa chọn, với điểm từ các giải ATP Tour Finals năm trước bị loại trừ. Các tay vợt có tổng số điểm từ 18 giải đấu, thường bao gồm:
- 4 giải Grand Slam
- 8 giải ATP Masters 1000
- Kết quả tốt nhất từ bất kỳ 6 giải đấu khác có tính điểm xếp hạng (ATP Cup, ATP 500, ATP 250, Challenger, ITF)

Tất cả tay vợt phải bao gồm điểm xếp hạng cho các giải Masters bắt buộc mà có trong danh sách tham dự ban đầu và cho tất cả các giải Grand Slam mà đủ điều kiện tham dự, kể cả khi không tham dự (trong trường hợp đó tay vợt nhận 0 điểm). Hơn nữa, những tay vợt kết thúc năm 2018 trong top 30 thế giới là những tay vợt cam kết phải (nếu không bị chấn thương) bao gồm điểm cho 8 giải Masters bắt buộc bất kể có tham dự hay không, và phải tham dự ít nhất 4 giải ATP 500 (mặc dù Monte Carlo Masters có thể tính), trong số đó phải diễn ra sau Giải quần vợt Mỹ Mở rộng. Điểm 0 cũng có thể được tính từ việc rút lui của các tay vợt không bị chấn thương từ các giải ATP 500 theo một số điều kiện khác do ATP đưa ra. Tuy nhiên, ngoài các quy tắc này, một tay vợt có thể thay thế kết quả giải đấu tốt nhất tiếp theo cho các giải Masters và Grand Slam đã không tham dự.
Các tay vợt có thể giảm cam kết tham dự ATP Tour Masters 1000 ở một giải đấu, bằng cách đạt đến các mốc sau:
1. 600 trận đấu cấp độ tour (tính đến ngày 1 tháng 1 năm 2020), bao gồm các trận đấu cấp độ Challengers và Men's Futures đã chơi trước năm 2011;
2. 12 năm thi đấu;
3. 31 tuổi (tính đến ngày 1 tháng 1 năm 2029).

Nếu một tay vợt thỏa mãn cả ba điều kiện này, cam kết tham dự ATP Tour Masters 1000 bắt buộc của họ sẽ bị loại bỏ hoàn toàn. Người chơi phải có trạng thái tốt theo quy định của ATP để tận dụng cam kết giảm.

### Đôi
8 đội tham dự giải đấu, với một đội thay thế. 8 đội tham dự có suất theo thứ tự ưu tiên như nội dung Đơn. Đội thay thế được tham dự cho bất kỳ đội không được chấp nhận theo thứ tự lựa chọn, sau đó đội không được chấp nhận có xếp hạng cao nhất và sau đó đội được chọn bởi ATP. Điểm được tính trong các giải đấu tương tư như nội dung đơn. Tuy nhiên, đối với các đội Đôi không có giải đấu cam kết, vì vậy các đội dựa trên kết quả của bất kỳ 18 giải đấu có điểm cao nhất trong ATP Tour.

## Nhà vô địch

### Đơn
Stefanos Tsitsipas đánh bại  Dominic Thiem, 6–7(6–8), 6–2, 7–6(7–4)
- Đây là danh hiệu thứ 3 của Tsitsipas trong năm nay và là danh hiệu thứ 4 trong sự nghiệp. Ngoài ra, đây là lần đầu tiên Tsitsipas vô địch giải đấu này[4].

### Đôi
Pierre-Hugues Herbert /  Nicolas Mahut đánh bại  Raven Klaasen /  Michael Venus 6–3, 6–4

## Lịch trình
| Bảng Andre Agassi  | Bảng Björn Borg   |
| ------------------ | ----------------- |
| Rafael Nadal       | Novak Djokovic    |
| Daniil Medvedev    | Roger Federer     |
| Stefanos Tsitsipas | Dominic Thiem     |
| Alexander Zverev   | Matteo Berrettini |

| Bảng Max Mirnyi | Bảng Jonas Björkman |
| --------------- | ------------------- |
| Cabal / Farah   | Kubot / Melo        |
| Krawietz / Mies | Ram / Salisbury     |
| Rojer / Tecău   | Klaasen / Venus     |
| Herbert / Mahut | Dodig / Polášek     |

| Buổi           | Thể loại       | Bảng/vòng      | Người thắng                               | Người thua                              | Tỷ số                        |
| Ngày 1 (10/11) | Ngày 1 (10/11) | Ngày 1 (10/11) | Ngày 1 (10/11)                            | Ngày 1 (10/11)                          | Ngày 1 (10/11)               |
| -------------- | -------------- | -------------- | ----------------------------------------- | --------------------------------------- | ---------------------------- |
| Chiều          | Đôi            | Björkman       | Raven Klaasen / Michael Venus [5]         | Rajeev Ram / Joe Salisbury [4]          | 6–3, 6–4                     |
| Chiều          | Đơn            | Borg           | Novak Djokovic [2]                        | Matteo Berrettini [8]                   | 6–2, 6–1                     |
| Tối            | Đôi            | Björkman       | Łukasz Kubot / Marcelo Melo [2]           | Ivan Dodig / Filip Polášek [8]          | 4–6, 6–4, [10–5]             |
| Tối            | Đơn            | Borg           | Dominic Thiem [5]                         | Roger Federer [3]                       | 7–5, 7–5                     |
| Ngày 2 (11/11) |                |                |                                           |                                         |                              |
| Chiều          | Đôi            | Mirnyi         | Kevin Krawietz / Andreas Mies [3]         | Jean-Julien Rojer / Horia Tecău [6]     | 7–6(7–3), 4–6, [10–6]        |
| Chiều          | Đơn            | Agassi         | Stefanos Tsitsipas [6]                    | Daniil Medvedev [4]                     | 7–6(7–5), 6–4                |
| Tối            | Đôi            | Mirnyi         | Pierre-Hugues Herbert / Nicolas Mahut [7] | Juan Sebastián Cabal / Robert Farah [1] | 6–3, 7–5                     |
| Tối            | Đơn            | Agassi         | Alexander Zverev [7]                      | Rafael Nadal [1]                        | 6–2, 6–4                     |
| Ngày 3 (12/11) |                |                |                                           |                                         |                              |
| Chiều          | Đôi            | Björkman       | Rajeev Ram / Joe Salisbury [4]            | Ivan Dodig / Filip Polášek [8]          | 3–6, 6–3, [10–6]             |
| Chiều          | Đơn            | Borg           | Roger Federer [3]                         | Matteo Berrettini [8]                   | 7–6(7–2), 6–3                |
| Tối            | Đôi            | Björkman       | Raven Klaasen / Michael Venus [5]         | Łukasz Kubot / Marcelo Melo [2]         | 6–3, 6–4                     |
| Tối            | Đơn            | Borg           | Dominic Thiem [5]                         | Novak Djokovic [2]                      | 6–7(5–7), 6–3, 7–6(7–5)      |
| Ngày 4 (13/11) |                |                |                                           |                                         |                              |
| Chiều          | Đôi            | Mirnyi         | Jean-Julien Rojer / Horia Tecău [6]       | Juan Sebastián Cabal / Robert Farah [1] | 6–2, 5–7, [10–8]             |
| Chiều          | Đơn            | Agassi         | Rafael Nadal [1]                          | Daniil Medvedev [4]                     | 6–7(3–7), 6–3, 7–6(7–4)      |
| Tối            | Đôi            | Mirnyi         | Pierre-Hugues Herbert / Nicolas Mahut [7] | Kevin Krawietz / Andreas Mies [3]       | 7–5, 7–6(7–3)                |
| Tối            | Đơn            | Agassi         | Stefanos Tsitsipas [6]                    | Alexander Zverev [7]                    | 6–3, 6–2                     |
| Ngày 5 (14/11) |                |                |                                           |                                         |                              |
| Chiều          | Đôi            | Björkman       | Łukasz Kubot / Marcelo Melo [2]           | Rajeev Ram / Joe Salisbury [4]          | 6–7(5–7), 6–4, [10–7]        |
| Chiều          | Đơn            | Borg           | Matteo Berrettini [8]                     | Dominic Thiem [5]                       | 7–6(7–3), 6–3                |
| Tối            | Đôi            | Björkman       | Ivan Dodig / Filip Polášek [8]            | Raven Klaasen / Michael Venus [5]       | 7–6(7–4), 6–4                |
| Tối            | Đơn            | Borg           | Roger Federer [3]                         | Novak Djokovic [2]                      | 6–4, 6–3                     |
| Ngày 6 (15/11) |                |                |                                           |                                         |                              |
| Chiều          | Đôi            | Mirnyi         | Juan Sebastián Cabal / Robert Farah [1]   | Kevin Krawietz / Andreas Mies [3]       | 7–6(9–7), 6–2                |
| Chiều          | Đơn            | Agassi         | Rafael Nadal [1]                          | Stefanos Tsitsipas [6]                  | 6–7(4–7), 6–4, 7–5           |
| Tối            | Đôi            | Mirnyi         | Pierre-Hugues Herbert / Nicolas Mahut [7] | Jean-Julien Rojer / Horia Tecău [6]     | 6–3, 7–6(7–4)                |
| Tối            | Đơn            | Agassi         | Alexander Zverev [7]                      | Daniil Medvedev [4]                     | 6–4, 7–6(7–4)                |
| Ngày 7 (16/11) |                |                |                                           |                                         |                              |
| Chiều          | Đôi            | Bán kết        | Raven Klaasen / Michael Venus [5]         | Juan Sebastián Cabal / Robert Farah [1] | 6–7(5–7), 7–6(12–10), [10–6] |
| Chiều          | Đơn            | Bán kết        | Stefanos Tsitsipas [6]                    | Roger Federer [3]                       | 6–3, 6–4                     |
| Tối            | Đôi            | Bán kết        | Pierre-Hugues Herbert / Nicolas Mahut [7] | Łukasz Kubot / Marcelo Melo [2]         | 6–3, 7–6(7–4)                |
| Tối            | Đơn            | Bán kết        | Dominic Thiem [5]                         | Alexander Zverev [7]                    | 7–5, 6–3                     |
| Ngày 8 (17/11) |                |                |                                           |                                         |                              |
| Chiều          | Đôi            | Chung kết      | Pierre-Hugues Herbert / Nicolas Mahut [7] | Raven Klaasen / Michael Venus [5]       | 6–3, 6–4                     |
| Chiều          | Đơn            | Chung kết      | Stefanos Tsitsipas [6]                    | Dominic Thiem [5]                       | 6–7(6–8), 6–2, 7–6(7–4)      |

## Điểm phân tích
- Các tay vợt được in vàng (*) đã đủ điều kiện dự ATP Finals.
- Các tay vợt được in nâu (x) đã bỏ cuộc ATP Fianls.

### Đơn
| Hạt giống        | Tay vợt               | Grand Slam   | Grand Slam   | Grand Slam   | Grand Slam   | ATP Tour Masters 1000 | ATP Tour Masters 1000 | ATP Tour Masters 1000 | ATP Tour Masters 1000 | ATP Tour Masters 1000 | ATP Tour Masters 1000 | ATP Tour Masters 1000 | ATP Tour Masters 1000 | Thành tích tốt nhất khác | Thành tích tốt nhất khác | Thành tích tốt nhất khác | Thành tích tốt nhất khác | Thành tích tốt nhất khác | Thành tích tốt nhất khác | Điểm tổng | Số giải đấu |
| ---------------- | --------------------- | ------------ | ------------ | ------------ | ------------ | --------------------- | --------------------- | --------------------- | --------------------- | --------------------- | --------------------- | --------------------- | --------------------- | ------------------------ | ------------------------ | ------------------------ | ------------------------ | ------------------------ | ------------------------ | --------- | ----------- |
| Hạt giống        | Tay vợt               | AUS          | FRA          | WIM          | USO          | IW                    | MI                    | MA                    | IT                    | CA                    | CI                    | SH                    | PA                    | 1                        | 2                        | 3                        | 4                        | 5                        | 6                        | Điểm tổng | Số giải đấu |
| 1*               | Rafael Nadal          | Á quân 1200  | Vô địch 2000 | Bán kết 720  | Vô địch 2000 | Bán kết 360           | A 0                   | Bán kết 360           | Vô địch 1000          | Vô địch 1000          | A 0                   | A 0                   | Bán kết 360           | Bán kết 360              | Bán kết 180              | Vòng 2 45                |                          |                          |                          | 9585      | 12          |
| 2*               | Novak Djokovic        | Vô địch 2000 | Bán kết 720  | Vô địch 2000 | Vòng 4 180   | R32 45                | R16 90                | Vô địch 1000          | Á quân 600            | A 0                   | Bán kết 360           | Tứ kết 180            | Vô địch 1000          | Vô địch 500              | Tứ kết 180               | Bán kết 90               | 8945                     | 14                       |                          |           |             |
| 3*               | Roger Federer         | Vòng 4 180   | Bán kết 720  | Á quân 1200  | Tứ kết 360   | Á quân 600            | Vô địch 1000          | Tứ kết 180            | Tứ kết 180            | A 0                   | R16 90                | Tứ kết 180            | A 0                   | Vô địch 500              | Vô địch 500              | Vô địch 500              | 6190                     | 13                       |                          |           |             |
| 4*               | Daniil Medvedev       | Vòng 4 180   | Vòng 1 10    | Vòng 3 90    | Á quân 1200  | Vòng 2 45             | Vòng 3 90             | Vòng 1 10             | Vòng 1 10             | Á quân 600            | Vô địch 1000          | Vô địch 1000          | Vòng 1 10             | Bán kết 360              | Á quân 300               | Á quân 300               | Vô địch 250              | Vô địch 250              | A 0†                     | 5705      | 22          |
| 5*               | Dominic Thiem         | Vòng 2 45    | Á quân 1200  | Vòng 1 10    | Vòng 1 10    | Vô địch 1000          | Vòng 1 10             | Bán kết 360           | Vòng 1 10             | Tứ kết 180            | A 0                   | Tứ kết 180            | Vòng 3 90             | Vô địch 500              | Vô địch 500              | Vô địch 500              | Vô địch 250              | Vòng 3 90                | Tứ kết 90                | 5025      | 20          |
| 6*               | Stefanos Tsitsipas    | Bán kết 720  | Vòng 4 180   | Vòng 1 10    | Vòng 1 10    | Vòng 1 10             | R16 90                | Á quân 600            | Bán kết 360           | R32 10                | R32 10                | Bán kết 360           | Tứ kết 180            | Á quân 300               | Á quân 300               | Vô địch 250              | Vô địch 250              | Bán kết 180              | Bán kết 180              | 4000      | 26          |
| 7*               | Alexander Zverev      | Vòng 4 180   | Tứ kết 360   | Vòng 1 10    | Vòng 4 180   | R32 45                | Vòng 1 10             | Tứ kết 180            | R32 10                | Tứ kết 180            | R32 10                | Á quân 600            | R16 90                | Á quân 300               | Vô địch 250              | Bán kết 180              | Bán kết 180              | Vòng 3 90                | Tứ kết 90                | 2945      | 23          |
| 8*               | Matteo Berrettini     | Vòng 1 10    | Vòng 2 45    | Vòng 3 180   | Bán kết 720  | Vòng 1 10             | Vòng 1 10             | Bán kết 90            | R16 90                | A 0                   | R64 10                | Bán kết 360           | R32 10                | Vô địch 250              | Vô địch 250              | Bán kết 180              | Bán kết 180              | Á quân 150               | Vô địch 125              | 2670      | 24          |
| Tay vợt thay thế |                       |              |              |              |              |                       |                       |                       |                       |                       |                       |                       |                       |                          |                          |                          |                          |                          |                          |           |             |
| 9                | Roberto Bautista Agut | Tứ kết 360   | Vòng 3 90    | Bán kết 720  | Vòng 1 10    | R64 10                | Tứ kết 180            | R64 10                | R32 45                | Tứ kết 180            | Tứ kết 180            | R16 90                | R32 10                | Vô địch 250              | Tứ kết 90                | Tứ kết 90                | Bán kết 90               | Bán kết 90               | Vòng 2 45                | 2540      | 23          |
| 10               | Gaël Monfils          | Vòng 2 45    | Vòng 4 180   | Vòng 1 10    | Tứ kết 360   | Tứ kết 180            | Vòng 2 20             | R16 90                | Vòng 1 10             | Bán kết 360           | Vòng 1 10             | Vòng 2 45             | Tứ kết 180            | Vô địch 500              | Bán kết 180              | Bán kết 180              | Bán kết 90               | Tứ kết 45                | Tứ kết 45                | 2530      | 21          |
| Nguồn:           |                       |              |              |              |              |                       |                       |                       |                       |                       |                       |                       |                       |                          |                          |                          |                          |                          |                          |           |             |

- Điểm xếp hạng được in nghiêng cho thấy một tay vợt không đủ điều kiện (hoặc sử dụng quyền miễn trừ để bỏ qua) sự kiện Grand Slam hoặc Masters 1000 và đã thay thế kết quả tốt nhất tiếp theo của anh ta vào vị trí của nó.

† Hình phạt 0 điểm bắt buộc đối với tay vợt cam kết Top 30 không chơi 4 giải ATP Tour 500 trong năm hoặc ít nhất một sự kiện như vậy sau Giải quần vợt Mỹ Mở rộng.

### Doubles
| Hạng         | Đội                                 | Điểm         | Điểm         | Điểm         | Điểm        | Điểm        | Điểm        | Điểm        | Điểm        | Điểm        | Điểm        | Điểm        | Điểm       | Điểm       | Điểm       | Điểm        | Điểm       | Điểm      | Điểm     | Tổng điểm | Số giải |
| Hạng         | Đội                                 | 1            | 2            | 3            | 4           | 5           | 6           | 7           | 8           | 9           | 10          | 11          | 12         | 13         | 14         | 15          | 16         | 17        | 18       | Tổng điểm | Số giải |
| ------------ | ----------------------------------- | ------------ | ------------ | ------------ | ----------- | ----------- | ----------- | ----------- | ----------- | ----------- | ----------- | ----------- | ---------- | ---------- | ---------- | ----------- | ---------- | --------- | -------- | --------- | ------- |
| 1*           | Juan Sebastián Cabal Robert Farah   | Vô địch 2000 | Vô địch 2000 | Vô địch 1000 | Bán kết 720 | Á quân 600  | Vô địch 500 | Vô địch 250 | Tứ kết 180  | Tứ kết 180  | Bán kết 180 | Á quân 150  | Vòng 2 90  | Vòng 2 90  | Vòng 2 90  | Tứ kết 90   | Tứ kết 90  | Tứ kết 90 | Vòng 1 0 | 8300      | 21      |
| 2*           | Lukasz Kubot Marcelo Melo           | Á quân 600   | Á quân 600   | Tứ kết 360   | Bán kết 360 | Bán kết 360 | Á quân 300  | Á quân 300  | Á quân 300  | Vô địch 250 | Vòng 3 180  | Vòng 3 180  | Tứ kết 180 | Tứ kết 180 | Tứ kết 180 | Bán kết 180 | Tứ kết 90  | Tứ kết 45 | Vòng 1 0 | 4645      | 21      |
| 3*           | Kevin Krawietz Andreas Mies         | Vô địch 2000 | Bán kết 720  | Bán kết 360  | Vô địch 250 | Vô địch 250 | Vòng 2 90   | Tứ kết 90   | Bán kết 90  | Tứ kết 45   | Tứ kết 45   | Tứ kết 45   | Vòng 1 0   | Vòng 1 0   | Vòng 1 0   | Vòng 1 0    | Vòng 1 0   | Vòng 1 0  | Vòng 1 0 | 3985      | 21      |
| 4*           | Rajeev Ram Joe Salisbury            | Vô địch 500  | Vô địch 500  | Tứ kết 360   | Bán kết 360 | Á quân 300  | Vòng 3 180  | Vòng 3 180  | Vòng 3 180  | Tứ kết 180  | Tứ kết 180  | Bán kết 180 | Á quân 150 | Á quân 150 | R16 90     | Tứ kết 90   | Tứ kết 45  | Tứ kết 45 | Vòng 1 0 | 3670      | 24      |
| 5*           | Raven Klaasen Michael Venus         | Bán kết 720  | Á quân 600   | Vô địch 500  | Vô địch 500 | Tứ kết 360  | Tứ kết 180  | Tứ kết 180  | Tứ kết 180  | Á quân 150  | Vòng 2 90   | Tứ kết 90   | Tứ kết 45  | Tứ kết 45  | Vòng 1 0   | Vòng 1 0    | Vòng 1 0   | Vòng 1 0  | Vòng 1 0 | 3640      | 20      |
| 6*           | Jean-Julien Rojer Horia Tecău       | Vô địch 1000 | Vô địch 500  | Tứ kết 360   | Tứ kết 360  | Á quân 300  | Á quân 300  | Tứ kết 180  | Bán kết 180 | R16 90      | R16 90      | Tứ kết 90   | Bán kết 90 | Tứ kết 45  | Vòng 1 0   | Vòng 1 0    | Vòng 1 0   | Vòng 1 0  | Vòng 1 0 | 3585      | 23      |
| 7x           | Bob Bryan Mike Bryan                | Vô địch 1000 | Tứ kết 360   | Vô địch 250  | Vòng 3 180  | Vòng 3 180  | Vòng 3 180  | Tứ kết 180  | Tứ kết 180  | Bán kết 180 | Á quân 150  | Vòng 2 90   | Vòng 2 90  | Tứ kết 90  | Tứ kết 90  | Bán kết 90  | Bán kết 90 | Vòng 1 0  | Vòng 1 0 | 3380      | 20      |
| 8*           | Pierre-Hugues Herbert Nicolas Mahut | Vô địch 2000 | Vô địch 1000 | Bán kết 180  | Vòng 3 90   | Vòng 3 90   | Vòng 1 0    | Vòng 1 0    |             |             |             |             |            |            |            |             |            |           |          | 3360      | 7       |
| 9*           | Ivan Dodig Filip Polášek            | Vô địch 1000 | Bán kết 720  | Vô địch 500  | Bán kết 360 | Tứ kết 180  | Bán kết 180 | Á quân 150  | Bán kết 90  | Tứ kết 45   | Vòng 1 0    | Vòng 1 0    |            |            |            |             |            |           |          | 3,225     | 11      |
| Đội thay thế |                                     |              |              |              |             |             |             |             |             |             |             |             |            |            |            |             |            |           |          |           |         |
| 10           | Henri Kontinen John Peers           | Á quân 1200  | Tứ kết 360   | R16 180      | Tứ kết 180  | Tứ kết 180  | Bán kết 180 | R32 90      | R16 90      | R16 90      | R16 90      | R16 90      | R16 90     | Tứ kết 90  | Tứ kết 90  | R16 0       | R16 0      | R32 0     | R16 0    | 3000      | 19      |
| 11           | Jérémy Chardy Fabrice Martin        | Á quân 1200  | Vô địch 250  | Vô địch 250  | R16 180     | Tứ kết 180  | Tứ kết 180  | Tứ kết 135  | R32 90      | Tứ kết 90   | Tứ kết 45   | R16 0       | R32 0      | R16 0      | R32 0      |             |            |           |          | 2600      | 14      |
| Source:      |                                     |              |              |              |             |             |             |             |             |             |             |             |            |            |            |             |            |           |          |           |         |

## Đối đầu
Below are the head-to-head records as they approached the tournament.

### Đơn
Mọi mặt sân
|   |                    | Nadal | Djokovic | Federer | Medvedev | Thiem | Tsitsipas | Zverev | Berrettini | Tổng  | Thắng – thua |
| 1 | Rafael Nadal       |       | 26–28    | 24–16   | 2–0      | 9–4   | 4–1       | 5–0    | 1–0        | 71–49 | 51–6         |
| 2 | Novak Djokovic     | 28–26 |          | 26–22   | 3–2      | 6–3   | 2–2       | 3–2    | 0–0        | 68–57 | 53–9         |
| 3 | Roger Federer      | 16–24 | 22–26    |         | 3–0      | 2–4   | 2–1       | 3–4    | 1–0        | 49–59 | 51–8         |
| 4 | Daniil Medvedev    | 0–2   | 2–3      | 0–3     |          | 1–2   | 5–0       | 1–4    | 1–0        | 10–14 | 59–18        |
| 5 | Dominic Thiem      | 4–9   | 3–6      | 4–2     | 2–1      |       | 4–2       | 5–2    | 2–1        | 24–23 | 46–17        |
| 6 | Stefanos Tsitsipas | 1–4   | 2–2      | 1–2     | 0–5      | 2–4   |           | 3–1    | 1–0        | 10–18 | 50–24        |
| 7 | Alexander Zverev   | 0–5   | 2–3      | 4–3     | 4–1      | 2–5   | 1–3       |        | 2–1        | 15–21 | 42–23        |
| 8 | Matteo Berrettini  | 0–1   | 0–0      | 0–1     | 0–1      | 1–2   | 0–1       | 1–2    |            | 2–8   | 42–21        |

Sân cứng trong nhà
|   |                    | Nadal | Djokovic | Federer | Medvedev | Thiem | Tsitsipas | Zverev | Berrettini | Tổng | Thắng – thua |
| 1 | Rafael Nadal       |       | 2–4      | 1–5     | 0–0      | 0–0   | 0–0       | 0–0    | 0–0        | 3–9  | 4–0          |
| 2 | Novak Djokovic     | 4–2   |          | 6–4     | 1–0      | 1–0   | 1–0       | 1–1    | 0–0        | 14–7 | 5–0          |
| 3 | Roger Federer      | 5–1   | 4–6      |         | 1–0      | 1–0   | 1–0       | 1–1    | 0–0        | 13–8 | 6–0          |
| 4 | Daniil Medvedev    | 0–0   | 0–1      | 0–1     |          | 0–1   | 1–0       | 0–1    | 0–0        | 1–4  | 12–2         |
| 5 | Dominic Thiem      | 0–0   | 0–1      | 0–1     | 1–0      |       | 0–0       | 1–0    | 1–0        | 3–2  | 8–3          |
| 6 | Stefanos Tsitsipas | 0–0   | 0–1      | 0–1     | 0–1      | 0–0   |           | 0–0    | 0–0        | 0–3  | 11–4         |
| 7 | Alexander Zverev   | 0–0   | 1–1      | 1–1     | 1–0      | 0–1   | 0–0       |        | 0–0        | 3–3  | 4–3          |
| 8 | Matteo Berrettini  | 0–0   | 0–0      | 0–0     | 0–0      | 0–1   | 0–0       | 0–0    |            | 0–1  | 7–4          |

### Đôi
|   |                                     | Cabal Farah | Kubot Melo | Krawietz Mies | Ram Salisbury | Klaasen Venus | Rojer Tecău | Herbert Mahut | Dodig Polášek | Tổng  | Thắng – thua |
| 1 | Juan Sebastián Cabal Robert Farah   |             | 5–2        | 0–0           | 0–1           | 2–3           | 4–5         | 1–4           | 0–1           | 12–16 | 49–16        |
| 2 | Łukasz Kubot Marcelo Melo           | 2–5         |            | 0–0           | 1–2           | 3–3           | 4–0         | 2–1           | 1–2           | 13–13 | 44–20        |
| 3 | Kevin Krawietz Andreas Mies         | 0–0         | 0–0        |               | 1–0           | 0–1           | 0–0         | 0–1           | 0–0           | 1–2   | 28–18        |
| 4 | Rajeev Ram Joe Salisbury            | 1–0         | 2–1        | 0–1           |               | 0–0           | 2–1         | 0–1           | 0–1           | 5–5   | 38–22        |
| 5 | Raven Klaasen Michael Venus         | 3–2         | 3–3        | 1–0           | 0–0           |               | 1–1         | 0–0           | 0–2           | 8–8   | 32–17        |
| 6 | Jean-Julien Rojer Horia Tecău       | 5–4         | 0–4        | 0–0           | 1–2           | 1–1           |             | 2–1           | 1–1           | 10–13 | 33–21        |
| 7 | Pierre-Hugues Herbert Nicolas Mahut | 4–1         | 1–2        | 1–0           | 1–0           | 0–0           | 1–2         |               | 0–0           | 8–5   | 14–5         |
| 8 | Ivan Dodig Filip Polášek            | 1–0         | 2–1        | 0–0           | 1–0           | 2–0           | 1–1         | 0–0           |               | 7–2   | 26–9         |